# Michał Podolak
Michał Podolak (ur. 11 października 1985) – polski lekkoatleta, specjalista biegu na 800 metrów.
Zawodnik AZS UWM Olsztyn razem z kolegami ze swojego klubu Tomaszem Marksem, Wojciechem Chybińskim oraz Kacprem Kozłowskim został dwukrotnie mistrzem Polski w sztafecie 4 × 400 metrów, w latach 2007 oraz 2008.

## Rekordy życiowe
- bieg na 400 m - 48,68  (2007)
- bieg na 800 m - 1:49,37  (2008)